# Hägdarve/Dede
Hägdarve och Dede is een plaats in de gemeente, landschap en eiland Gotland en de provincie Gotlands län in Zweden. De plaats heeft 69 inwoners (2005) en een oppervlakte van 29 hectare.